# Leszek Rózga
Leszek Rózga (ur. 18 marca 1924 w Zgierzu, zm. 15 lipca 2015 w Łodzi) – polski grafik, rysownik i malarz, profesor zwyczajny sztuk pięknych.

## Życiorys
W czasie II wojny światowej przebywał na robotach przymusowych w III Rzeszy. Po wojnie uzyskał dyplom z malarstwa oraz projektowania graficznego odbywszy studia w łódzkiej Państwowej Wyższej Szkole Sztuk Pięknych oraz katowickiej filii Akademii Sztuk Pięknych w Krakowie na Wydziale Grafiki Propagandowej. Od 1967 roku był wykładowcą akademickim łódzkiej PWSSP piastując między innymi w latach 1971-1978 funkcję prodziekana Wydziału Grafiki, a od 1975 roku kierownika Katedry Grafiki Warsztatowej PWSSP. Od 1990 roku był profesorem zwyczajnym sztuk pięknych.
Jako malarz, od 1954 roku prezentował swoje prace na blisko 160 wystawach indywidualnych i około 500 zbiorowych.
Poeta Janusz Szuber zadedykował Leszkowi Rózdze wiersz pt. Kat przyjechał w czerwieni, krakowianka w zieleni oraz utwór pt. Siedem miniatur dla Leszka Rózgi, opublikowane w tomiku poezji pt. Tym razem wyraźnie z 2014, na okładce którego wykorzystano grafikę L. Rózgi pt. Elizjum.